# Veldhaver
Veldhaver (Helictotrichon) is een geslacht uit de grassenfamilie (Poaceae). De ongeveer negentig soorten van dit geslacht komen voor in delen van de hele wereld.